# タートラジン
タートラジン (Tartrazine) は、黄色に着色することのできる着色料。アゾ系の食用タール色素に分類される合成着色料である。通称黄色4号（おうしょくよんごう）。常温では黄（橙色）の粒または粉末状の固体で、無臭である。分子式はC16H9N4Na3O9S2、分子量534.37。熱や光、酸、塩基には強いが、多量のビタミンCで還元される。
主に工業製品の着色用途や食品添加物として使用される。旧厚生省は天然に存在しない添加物に分類している。食品用途には、ゼリーやシロップなど、タール色素の中では最も多様な食品へ使用される。
アメリカでは食品（医薬品または化粧品）添加物"FD&C Yellow No. 5"として、EUでは食品添加物"E102"（E番号）として認可している。
2007年、英国食品基準庁は、食品添加物の広域スクリーニングでタートラジンを含む数種類の合成着色料と合成保存料の安息香酸ナトリウムを同時に摂取した場合に疫学的な相関が見られるため、注意欠陥・多動性障害（ADHD）の子供はこれを含む合成着色料を避けたほうがいいと勧告し、2008年4月、英国食品基準庁（FSA）はADHDと関連の疑われるタール色素6種類について2009年末までにメーカーが自主規制するよう勧告した。ガーディアン紙によれば、この政府勧告による自主規制の前に、大手メーカーは2008年中にもそれらの食品添加物を除去する。
- 自主規制対象のタール色素：赤色40号、赤色102号、カルモイシン、黄色4号、黄色5号、キノリンイエロー。

2008年3月、欧州食品安全機関 (EFSA) は同じ研究報告を評価し、観察された影響の臨床上の意義が不明なことや、研究結果の一貫性の無さ、小さなエフェクトサイズの意義が不明なこと、用量反応性の情報がないこと、食品添加物の行動への影響を誘発させる生物学的メカニズムが考えられないことを挙げ、ADIを変更する根拠にはならないとしている。しかし、4月イギリスは再び排除すべきだと勧告を行い、8月には欧州は摂取量の見直しをはじめ「ADHDに影響するかもしれない」という警告表示がされることになると報道された。